# سیارک ۱۱۲۴
سیارک ۱۱۲۴ (به انگلیسی: 1124 Stroobantia، نامگذاری:1928TB) هزار و صد و بیست و چهارمین سیارک کشف شده‌است که در ۶ اکتبر ۱۹۲۸ کشف شد.
قدر مطلق سیارک برابر ۱۰٫۶۷ است.